# Micrommata formosa
Espèce
Micrommata formosa est une espèce d'araignées aranéomorphes de la famille des Sparassidae.

## Répartition et habitat
Cette espèce se rencontre dans le Sud de l'Espagne, dans l'Est de la Tunisie, en Libye et en Palestine. Elle est fréquente dans la végétation basse.[réf. nécessaire]

## Description
Cette araignée est de couleur verte pour pouvoir se confondre avec son milieu naturel comme le reste des autres espèces du genre Micrommata. Dans sa publication de 1878, Pietro Pavesi indique que l'holotype de cette espèce, une femelle, mesure au maximum 8 mm et présente un céphalothorax de 4 mm.

## Taxonomie
Le nom valide complet (avec auteur) de ce taxon est Micrommata formosa Pavesi, 1878,. L'holotype de Micrommata formosa a été capturé sur l'île de Lampedusa.
Micrommata formosa a pour synonyme :
- Micrommata ophthalmica Simon, 1880

### Publication originale
- (it) Pietro Pavesi, « Nuovi risultati aracnologici delle Crociere del "Violante". Aggiunto un catalogo sistematico degli Aracnidi di Grecia », Annali del Museo Civico di Storia Naturale di Genova, Gênes, vol. 11,‎ 1878, p. 335-396 (ISSN 1122-6447, lire en ligne, consulté le 22 mai 2024).